# Baworowa
Baworowa (Baworowo; niem. Beerberg) – część miasta Leśna, położona na północ od leśnieńskiej starówki, wzdłuż ulicy Baworowo.

## Historia
Dawniej samodzielna wieś i gmina jednostkowa. Od 1945 w Polsce, gdzie ustanowiła gromadę w gminie Leśna w powiecie lubańskim w województwie wrocławskim. W związku z reformą administracyjną kraju jesienią 1954 Baworowa weszła w skład nowo utworzonej gromady Leśna. 13 listopada 1954, po pięciu tygodniach, gromadę Leśna zniesiono w związku z nadaniem jej statusu osiedla, w związku z czym Baworowa stała się integralną częścią Leśnej. 18 lipca 1962 osiedle Leśna otrzymało status miasta, w związku z czym Baworowa stała się obszarem miejskim.

## Zabytki
Znajduje się tu pałac z 1800–1880, kryty dachem mansardowym z lukarnami, z piętrowymi skrzydłami i trzypiętrowym ryzalitem zwieńczonym trójkątnym frontonem. Obiekt jest częścią zespołu pałacowego, w skład którego wchodzi obszerny park.

## Infrsatruktura
Na pobliskim wzgórzu Baworowo znajduje się 30-metrowa telewizyjna stacja retransmisyjna TSR Wzgórze Baworowo. Właścicielem obiektu jest Emitel.

## Sławni mieszkańcy
- Józef Gotti (1781–1846) – kupiec warszawski, zmarły 9 stycznia 1846 w Baworowej
- Adolf von Bissing (1800–1880)  – założyciel i teoretyk przedszkoli, zmarły 8 kwietnia 1880 w Baworowej